# Драфт ВНБА 2011 года
Драфт ВНБА 2011 года прошёл 11 апреля, в понедельник, в штаб-квартире кабельного канала ESPN в городе Бристоль, штат Коннектикут. К участию в драфте были допущены игроки после окончания колледжа и игроки-иностранцы. Лотерея драфта состоялась 2 ноября 2010 года, по результатам которой право выбора под первым номером получила команда «Миннесота Линкс», который она использовала на 21-летнюю Майю Мур, форварда из университета Коннектикута. 1-й раунд драфта транслировался на спортивном канале ESPN2 (в формате HD) в три часа вечера по Североамериканскому восточному времени (EDT), в то же время как второй и третий раунды были показаны на каналах NBA TV и ESPNU на час позднее.
Всего на этом драфте было выбрано 36 баскетболисток, из них 32 игрока из США, 2 из Австралии (Лиз Кэмбидж и Рейчел Джарри) и по одной из Латвии (Элина Бабкина) и Сербии (Сара Крнич). Форвард Ифи Ибекве родилась в городке Карсон (штат Калифорния), но имеет двойное гражданство, так как её родители родом из Нигерии.

## Легенда к драфту
|  | Выделены игроки, выбранные в Баскетбольный зал славы                      |
|  | Выделены участники Матча всех звёзд ВНБА и игроки сборной всех звёзд ВНБА |
|  | Выделены участники Матча всех звёзд ВНБА                                  |
|  | Выделены игроки сборной всех звёзд ВНБА                                   |
|  | Выделены игроки, не игравшие в ВНБА                                       |

## Лотерея драфта
Лотерея драфта была проведена 2 ноября 2010 года, чтобы определить порядок выбора первой четвёрки команд предстоящего драфта. Команда «Миннесота Линкс» выиграла в ней право выбирать первой, в то время как «Талса Шок» и «Чикаго Скай» были удостоены второго и третьего выбора соответственно. Оставшиеся выборы первого раунда, а также все выборы второго и третьего раундов осуществлялись командами в обратном порядке их итогового положения в регулярном чемпионате прошедшего сезона.
В этой таблице представлены шансы четырёх худших команд прошлого сезона, не попавших в плей-офф, которые боролись за шанс получить первый номер выбора на лотерее предстоящего драфта, округлённые до трёх знаков после запятой:
| Худшие команды прошлого сезона                                                             | Баланс побед и поражений четырёх худших команд прошлого сезона | Шансы на выигрыш первого номера драфта | Номер выбора на драфте | Номер выбора на драфте | Номер выбора на драфте | Номер выбора на драфте |
| Худшие команды прошлого сезона                                                             | Баланс побед и поражений четырёх худших команд прошлого сезона | Шансы на выигрыш первого номера драфта | 1-й                    | 2-й                    | 3-й                    | 4-й                    |
| ------------------------------------------------------------------------------------------ | -------------------------------------------------------------- | -------------------------------------- | ---------------------- | ---------------------- | ---------------------- | ---------------------- |
| Талса Шок                                                                                  | 6–28                                                           | 442                                    | 0,442                  | 0,316                  | 0,181                  | 0,062                  |
| Миннесота Линкс                                                                            | 13–21                                                          | 276                                    | 0,276                  | 0,310                  | 0,270                  | 0,144                  |
| Чикаго Скай                                                                                | 14–20                                                          | 178                                    | 0,178                  | 0,230                  | 0,317                  | 0,275                  |
| Коннектикут Сан (право выбора было продано в Миннесота Линкс)                              | 17–17                                                          | 104                                    | 0,104                  | 0,145                  | 0,232                  | 0,520                  |
| Примечание: Закрашенные сегменты таблицы обозначают фактические результаты лотереи драфта. |                                                                |                                        |                        |                        |                        |                        |

## Приглашённые игроки
6 апреля 2011 года на официальном сайте ВНБА был опубликован список из пятнадцати игроков, специально приглашённых для участия в этом драфте:
| - Даниэлла Адамс (Техас A&M) - Джессика Бриланд (Северная Каролина) - Лиз Кэмбидж (Буллин Бумерс, ЖНБЛ) - Сидни Колсон (Техас A&M) - Виктория Данлап (Кентукки) | - Эмбер Харрис (Ксавьер) - Жантель Лавендер (Огайо Стэйт) - Майя Мур (Коннектикут) - Кайла Педерсен (Стэнфорд) - Та’Шиа Филлипс (Ксавьер) | - Джанетт Полен (Стэнфорд) - Даниэлла Робинсон (Оклахома) - Кэролин Суордс (Бостон) - Жасмин Томас (Дьюк) - Кортни Вандерслут (Гонзага). |

## Сделки
- 11 марта 2010 года команды «Атланта Дрим» и «Сан-Антонио Силвер Старз» обменялись правом выбора во втором раунде драфта в результате сделки по обмену Мишель Сноу на Дальму Иваньи.
- 7 апреля 2010 года «Коннектикут Сан» получил право выбора во втором раунде драфта в результате продажи Шанти Блэк и Эмбер Холт в «Талса Шок».
- 8 апреля 2010 года команда «Миннесота Линкс» получила право выбора в первом раунде драфта от «Коннектикут Сан» и втором раунде драфта от «Талса Шок» через «Коннектикут Сан» в рамках сделки по продаже Келси Гриффин.
- 13 мая 2010 года клуб «Чикаго Скай» получил право выбора во втором раунде драфта в результате продажи Кристи Толивер в «Лос-Анджелес Спаркс».
- 27 мая 2010 года команда «Талса Шок» получила право выбора во втором раунде драфта в результате продажи Шавонте Зеллус в «Индиана Фивер».
- 23 июля 2010 года «Талса Шок» получила право выбора в первом раунде драфта от «Финикс Меркури» в результате обмена Кары Брэкстон на Николь Оди[3].

## Первый раунд

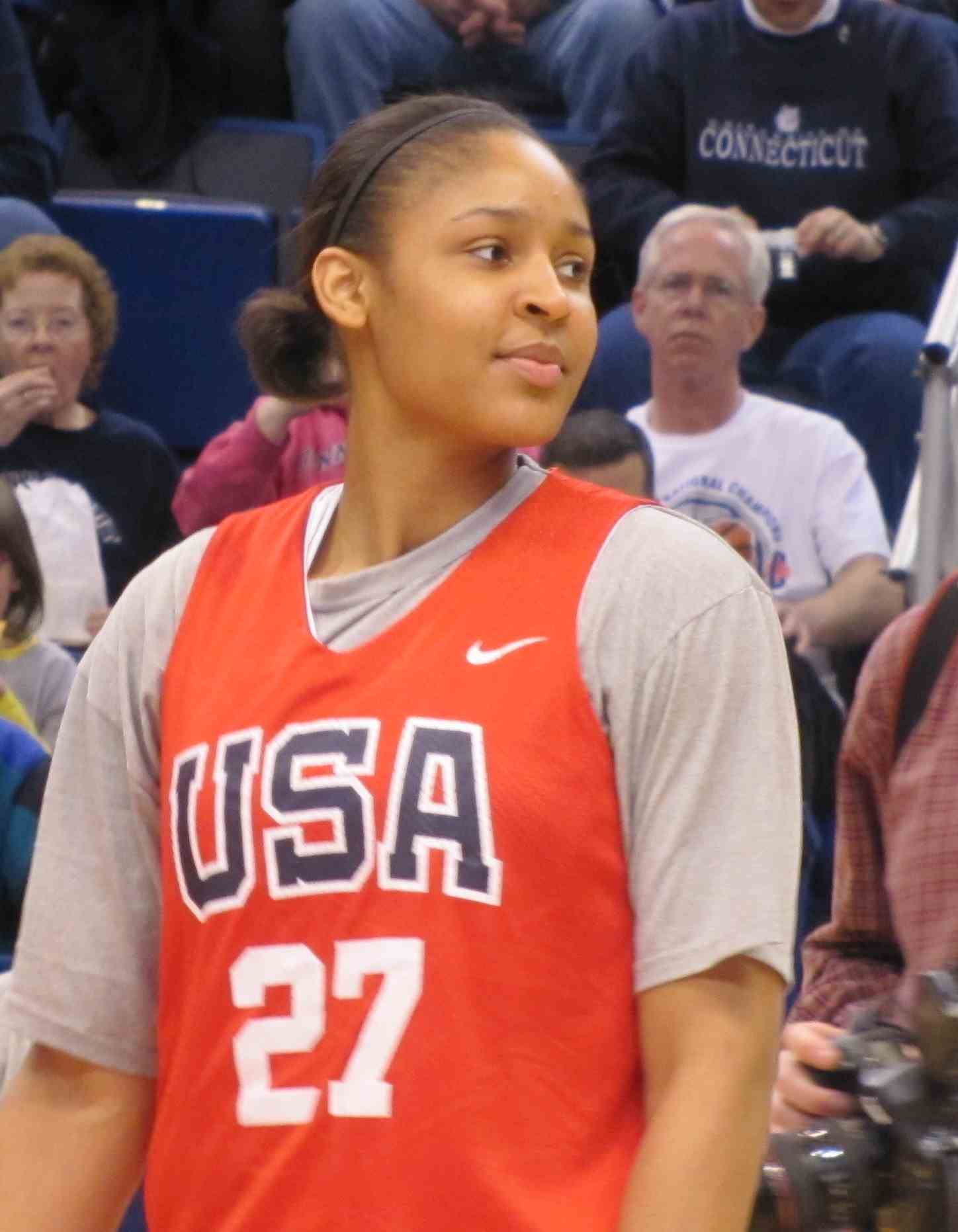
Майя Мур, 1-й номер драфта

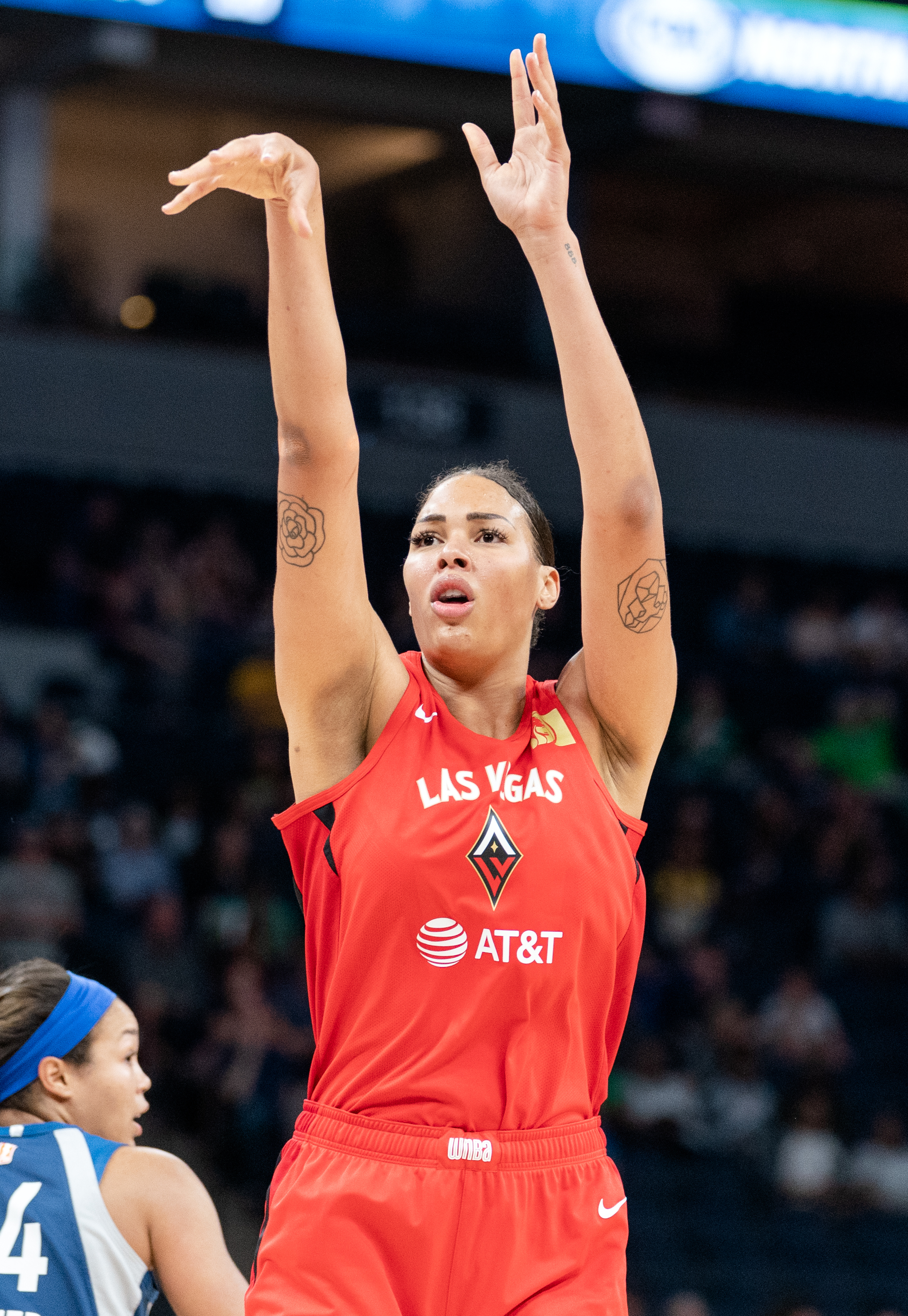
Лиз Кэмбидж, 2-й номер драфта

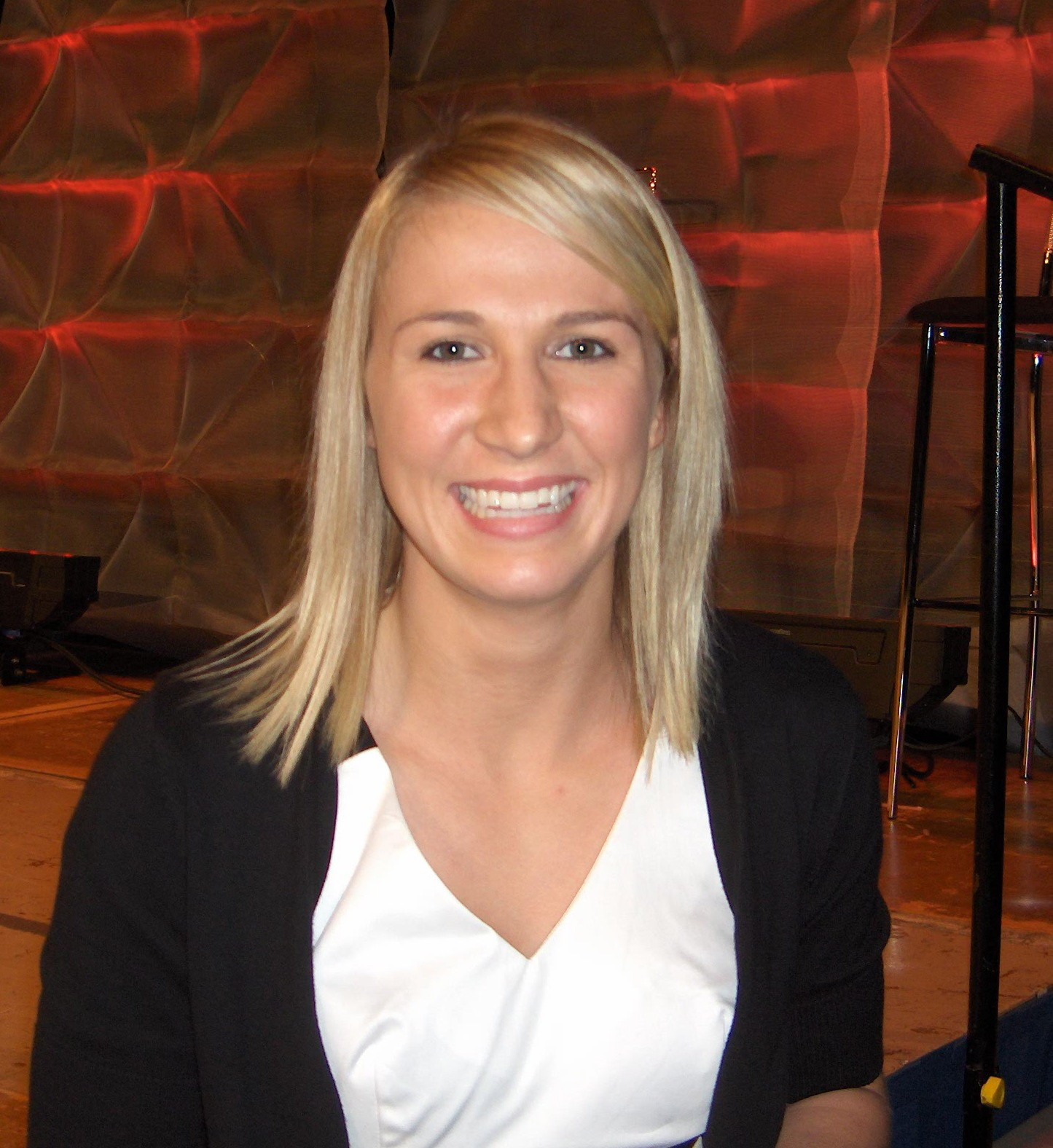
Кортни Вандерслут, 3-й номер драфта

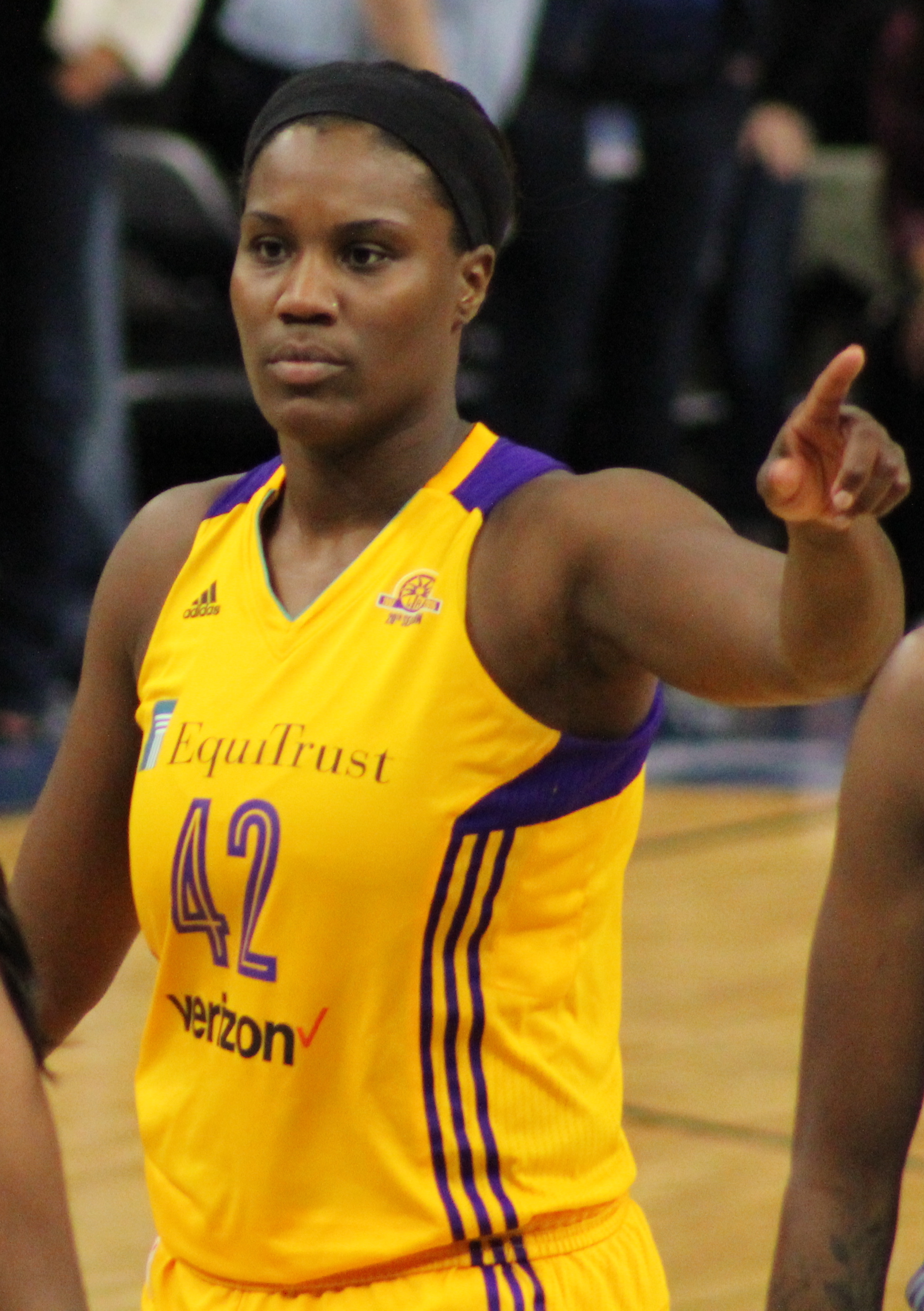
Жантель Лавендер, 5-й номер драфта

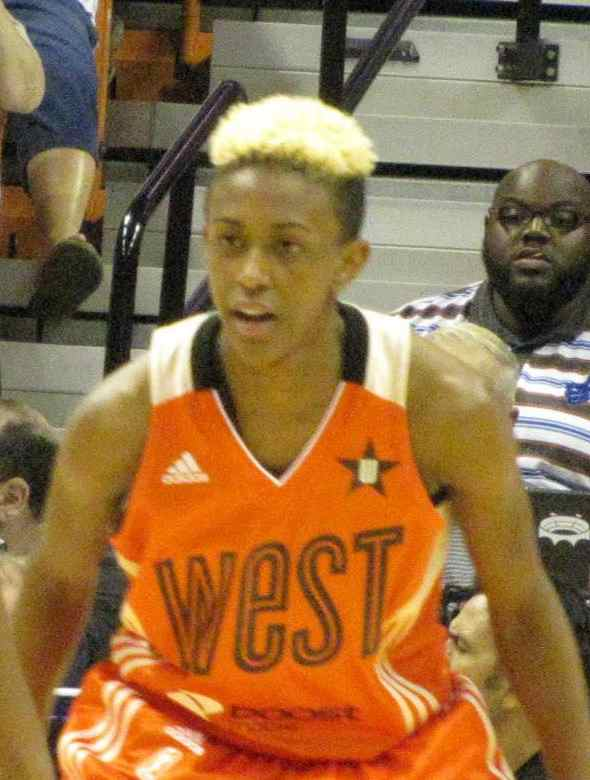
Даниэлла Робинсон, 6-й номер драфта

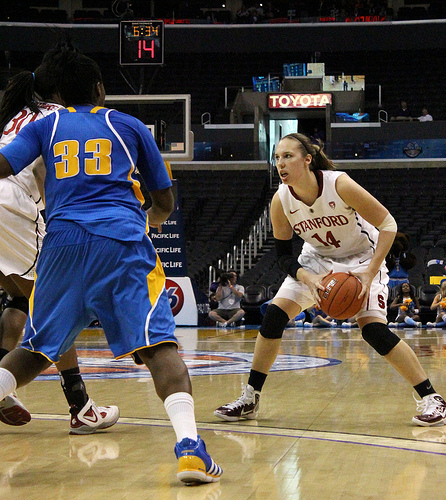
Кайла Педерсен, 7-й номер драфта

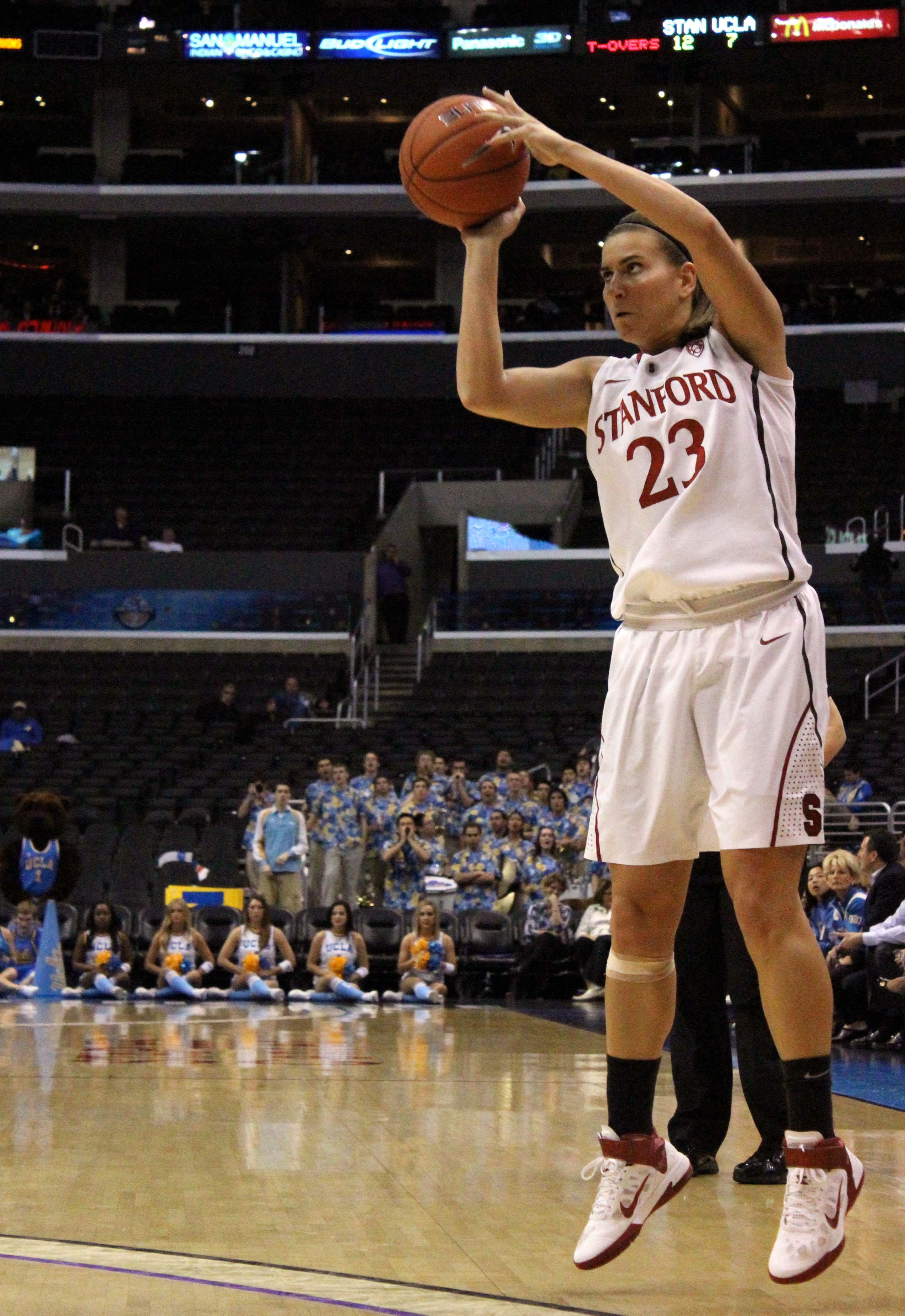
Джанетт Полен, 9-й номер драфта

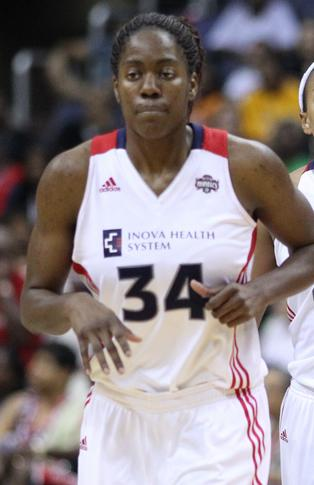
Виктория Данлап, 11-й номер драфта

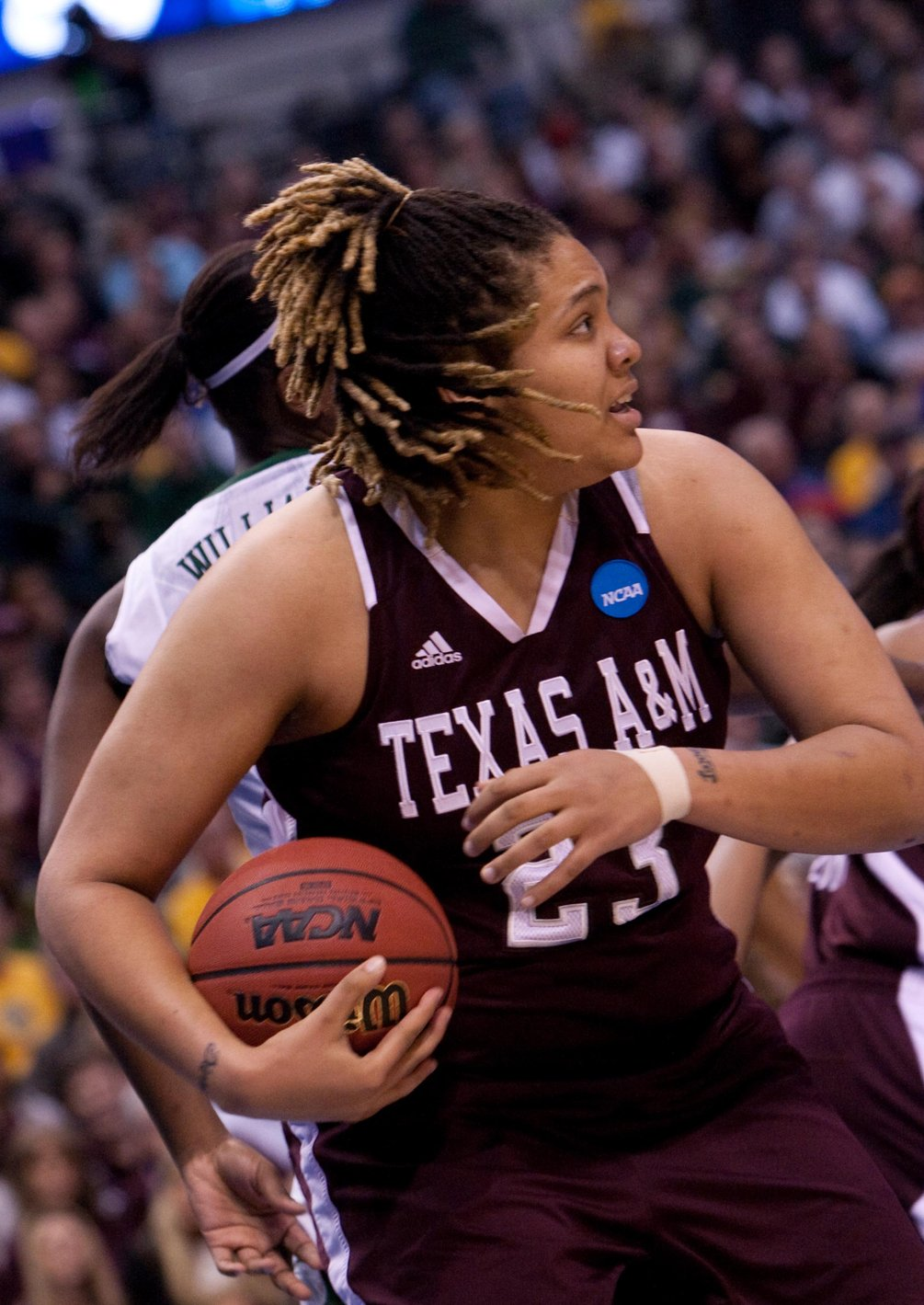
Даниэлла Адамс, 20-й номер драфта

| Выбор | Игрок             | Позиция            | Гражданство | Команда драфта                                    | Университет/ Бывшая команда       |
| ----- | ----------------- | ------------------ | ----------- | ------------------------------------------------- | --------------------------------- |
| 1     | Майя Мур          | Форвард            | США         | Миннесота Линкс                                   | Университет Коннектикута          |
| 2     | Лиз Кэмбидж       | Центровая          | Австралия   | Талса Шок                                         | Буллин Бумерс (ЖНБЛ)              |
| 3     | Кортни Вандерслут | Защитник           | США         | Чикаго Скай                                       | Университет Гонзаги               |
| 4     | Эмбер Харрис      | Форвард            | США         | Миннесота Линкс (право выбора от Коннектикут Сан) | Университет Ксавьера              |
| 5     | Жантель Лавендер  | Центровая          | США         | Лос-Анджелес Спаркс                               | Университет штата Огайо           |
| 6     | Даниэлла Робинсон | Защитник           | США         | Сан-Антонио Силвер Старз                          | Университет Оклахомы              |
| 7     | Кайла Педерсен    | Форвард            | США         | Талса Шок (право выбора от Финикс Меркури)        | Стэнфордский университет          |
| 8     | Та’Шиа Филлипс    | Центровая          | США         | Атланта Дрим (затем продана в Вашингтон Мистикс)  | Университет Ксавьера              |
| 9     | Джанетт Полен     | Защитник           | США         | Индиана Фивер                                     | Стэнфордский университет          |
| 10    | Алекс Монтгомери  | Защитник / Форвард | США         | Нью-Йорк Либерти                                  | Технологический институт Джорджии |
| 11    | Виктория Данлап   | Форвард            | США         | Вашингтон Мистикс                                 | Университет Кентукки              |
| 12    | Жасмин Томас      | Защитник           | США         | Сиэтл Шторм                                       | Университет Дьюка                 |

## Второй раунд
| Выбор | Игрок            | Позиция             | Гражданство     | Команда драфта                                                                                      | Университет/ Бывшая команда                |
| ----- | ---------------- | ------------------- | --------------- | --------------------------------------------------------------------------------------------------- | ------------------------------------------ |
| 13    | Джессика Бриланд | Форвард             | США             | Миннесота Линкс (право выбора от Талса Шок через Коннектикут Сан; затем продана в Нью-Йорк Либерти) | Университет Северной Каролины в Чапел-Хилл |
| 14    | Фелиция Честер   | Форвард             | США             | Миннесота Линкс (затем продана в Атланта Дрим)                                                      | Университет Де Поля                        |
| 15    | Кэролин Суордс   | Центровая           | США             | Чикаго Скай                                                                                         | Бостонский колледж                         |
| 16    | Сидни Колсон     | Защитник            | США             | Коннектикут Сан (затем продана в Нью-Йорк Либерти)                                                  | Техасский университет A&M                  |
| 17    | Энджи Бьёрклунд  | Форвард             | США             | Чикаго Скай (право выбора от Лос-Анджелес Спаркс)                                                   | Университет Теннесси                       |
| 18    | Рейчел Джарри    | Форвард / Защитник  | Австралия       | Атланта Дрим (право выбора от Сан-Антонио Силвер Старз; затем продана в Миннесота Линкс)            | Баллин Бумерс (ЖНБЛ)                       |
| 19    | Бриттани Спирс   | Защитник            | США             | Финикс Меркури                                                                                      | Колорадский университет в Боулдере         |
| 20    | Даниэлла Адамс   | Форвард / Центровая | США             | Сан-Антонио Силвер Старз (право выбора от Атланта Дрим)                                             | Техасский университет A&M                  |
| 21    | Итали Лукас      | Защитник            | США             | Талса Шок (право выбора от Индиана Фивер)                                                           | Университет Северной Каролины в Чапел-Хилл |
| 22    | Энджел Робинсон  | Форвард             | США             | Нью-Йорк Либерти (затем продана в Миннесота Линкс)                                                  | Университет Маркетта                       |
| 23    | Карима Кристмас  | Форвард             | США             | Вашингтон Мистикс                                                                                   | Университет Дьюка                          |
| 24    | Ифи Ибекве       | Форвард             | Нигерия / · США | Сиэтл Шторм                                                                                         | Университет Аризоны                        |

## Третий раунд
| Выбор | Игрок            | Позиция             | Гражданство | Команда драфта                                   | Университет/ Бывшая команда                |
| ----- | ---------------- | ------------------- | ----------- | ------------------------------------------------ | ------------------------------------------ |
| 25    | Честити Рид      | Форвард             | США         | Талса Шок                                        | Арканзасский университет в Литл-Роке       |
| 26    | Качин Александер | Защитник            | США         | Миннесота Линкс                                  | Университет штата Айова                    |
| 27    | Эми Джашк        | Центровая           | США         | Чикаго Скай                                      | Северо-Западный университет                |
| 28    | Эдриэнн Джонсон  | Форвард             | США         | Коннектикут Сан                                  | Технологический университет Луизианы       |
| 29    | Элина Бабкина    | Защитник            | Латвия      | Лос-Анджелес Спаркс                              | Лотос Клима Гдыня                          |
| 30    | Порша Филлипс    | Форвард             | США         | Сан-Антонио Силвер Старз                         | Университет Джорджии                       |
| 31    | Тани Робинсон    | Защитник            | США         | Финикс Меркури (затем продана в Коннектикут Сан) | Университет Невады в Рино                  |
| 32    | Келси Болт       | Защитник / Форвард  | США         | Атланта Дрим                                     | Университет штата Айова                    |
| 33    | Джори Дэвис      | Защитник            | США         | Индиана Фивер                                    | Университет штата Оклахома в Стиллуотере   |
| 34    | Мекиа Валентайн  | Форвард / Центровая | США         | Нью-Йорк Либерти                                 | Калифорнийский университет в Санта-Барбаре |
| 35    | Сара Крнич       | Центровая           | Сербия      | Вашингтон Мистикс                                | МиЗо Печ 2010                              |
| 36    | Кристал Томас    | Центровая           | США         | Сиэтл Шторм                                      | Университет Дьюка                          |

## Комментарии
1. ↑  Позднее этот выбор был признан недействительным.